# Aleksandr Ivànovitx Gúrov
Aleksandr Ivànovitx Gúrov (en rus: Алекса́ндр Ива́нович Гу́ров), és un polític i antic policia rus nascut el 17 de novembre de 1945 a Shushpan-Olshanka (óblast de Tambov). Membre del partit Rússia Unida de Vladímir Putin, fou diputat de la Duma Estatal entre els anys 1999 i 2007. Advocat de formació, en la seva tasca policial durant el règim soviètic, a partir de finals dels anys 70, va ocupar diferents càrrecs de responsabilitat dins del Ministeri de l'Interior en la lluita contra el crim organitzat, la corrupció i el tràfic de drogues.